# Radiah Frye
Radiah Frye est une chanteuse, poétesse, parolière, comédienne et mannequin d'origine américaine.
Célèbre aux États-Unis comme mannequin dans les années 1970, elle  s'installe en France, avec sa fille Mia Frye, pour vivre avec Jean-Paul Goude.
En novembre 1973 et janvier 1974, elle chante avec Nino Ferrer dans les huit chansons en anglais composant l'album Nino and Radiah, sur la pochette duquel elle est photographiée nue aux côtés de Nino Ferrer habillé. La chanson ouvrant cet album, South, sera reprise en français, en 1975, sous le titre Le Sud, chanté par Nino Ferrer seul, tandis que Radiah Frye danse sur le clip de la chanson.
Elle est également connue comme choriste de Johnny Hallyday ou comédienne dans des films érotiques comme Good-bye, Emmanuelle, Madame Claude ou Spermula,.